# Danica Wu
Danica Joëlle Wu (* 13. August 1992 in Edmonton, Alberta) ist eine ehemalige kanadische Fußballspielerin.

## Leben
Wu wurde 1992 als Tochter eines Einwanderers aus Hongkong und einer Kanadierin aus Medicine Hat in Edmonton in der Provinz Alberta geboren. In Edmonton besuchte sie von 2006 bis 2010 die Ross Sheppard High School, bevor sie sich 2010 für ein International/Global Studies Studium an der Ohio State University einschrieb. Dieses Studium schloss sie im Frühjahr 2014 mit dem Bachelor of Arts ab.

## Spielerkarriere

### Vereine
Wu begann im Alter von vier Jahren in der Sherwood Park Soccer Association mit dem Fußballspielen, bevor sie im Jahr 2001 zur Jugendabteilung des Ottawa Furys FC gelangte. Dort spielte sie neben den späteren Bundesligaspielerinnen Mélissa Busque, Tiffany Cameron, Christina Julien, Christabel Oduro und Kylla Sjoman. In dieser Zeit repräsentierte sie das Team Alberta bei den Canada Summer Games 2007 in Whitehorse im Yukon-Territorium als Mannschaftskapitänin und wurde während dieser Spiele in das All-Star-Team gewählt. Wu spielte zudem von 2006 bis zum Winter 2009 im Women Soccer Team Thunderbirds der Ross Sheppard High School in Edmonton. 2009 verließ sie den Ottawa Fury FC und wechselte zu den Laval Comets. Nachdem sie dort von 2009 bis 2010 aktiv gewesen ist, strebte sie ein Studium an der Ohio State University in Columbus an. In den vier Jahren von 2010 bis 2013 kam sie für das Sport-Team der Bildungseinrichtung, die Buckeyes, in 76 Meisterschaftsspielen in der Big Ten Conference zum Einsatz, in denen ihr fünf Tore gelangen. Bei der Auswahl der Elf Big-Ten-Spielerinnen unter den Top 100 der nationalen Auswahlen belegte sie Platz 39.
Am 31. Juli 2014 absolvierte Wu gemeinsam mit ihrer Landsfrau Christabel Oduro ein Probetraining beim Bundesligaaufsteiger Herforder SV. Dort konnte sie den Trainer Jürgen Prüfer überzeugen und unterschrieb am 7. August 2014 einen Einjahresvertrag. Nachdem sie in 21 Punktspielen zum Einsatz gekommen und der Verein am Saisonende 2014/15 abgestiegen war, kehrte sie kurzzeitig zu den Laval Comets zurück. Wenig später verpflichtete sie der Bundesliga-Absteiger MSV Duisburg. Nach 52 Punkt- und fünf Pokalspielen für den MSV Duisburg in der 2. Bundesliga und der Bundesliga unterschrieb sie Ende Mai 2018 einen Zweijahresvertrag beim Ligakonkurrenten SGS Essen. Am 14. Juni 2019 löste sie ihren bis zum 30. Juni 2020 gültigen Vertrag in beidseitigem Einvernehmen auf und kehrte nach Kanada zurück. Im Februar 2020 wurde Danica Wu erneut vom abstiegsgefährdeten MSV Duisburg verpflichtet. Sie kam am 15. und 16. Spieltag in der Bundesliga zum Einsatz und erzielte in ihrem letzten Pflichtspiel am 1. März 2020 beim 2:2-Unentschieden im Heimspiel gegen den FC Bayern München  mit dem Treffer zum Endstand in der 87. Minute auch ihr letztes Tor. Mit dem 1. Juli 2020 beendete sie ihre Spielerkarriere.

### Nationalmannschaft
Bei der CONCACAF-U17-Meisterschaft 2008 in Trinidad und Tobago gewann sie mit der kanadischen U17-Nationalmannschaft die Bronzemedaille. Bei der CONCACAF-U20-Meisterschaft 2012 in Panama gewann Wu nach der Finalniederlage gegen die US-amerikanische U20-Nationalmannschaft die Silbermedaille. Durch diesen zweiten Platz konnte sich das Team für die Weltmeisterschaft 2012 in Japan qualifizieren, und Wu bestritt für das Team alle drei Spiele der Gruppe C. Wu debütierte in der A-Nationalmannschaft am 2. Juni 2013, die das in Freundschaft aufgetragene Länderspiel in Toronto gegen die US-amerikanische Nationalmannschaft mit 0:2 verlor. Am 10. Juli 2015 wurde Wu in den Kader der kanadischen Nationalmannschaft für die Pan American Games berufen.

### Erfolge
Vereinsebene:
- Sieger Central Division USL W-League 2013

Persönlich:
- In den Jahren 2007 und 2008 wurde sie als beste kanadische U17-Spielerin des Jahres nominiert.[24]
- 2012 stand Wu zur Auswahl als beste U20-Spielerin des Jahres 2012[25]

## Trainerkarriere
Im Juli 2013 übernahm Wu für ein Vierteljahr die U12-Mannschaft der Sherwood Park Soccer Association, an der Seite der ehemaligen American-Professional-Soccer-League-Profis Lloyd Barker (Montreal Impact) und des Südafrikaners Sipho Sibiya (Vancouver 86ers).